# ترزا مادروگا
تِرِزا مادروگا (پرتغالی: Teresa Madruga؛ زادهٔ ۱۸ مارس ۱۹۵۳) بازیگر اهل پرتغال است. وی از سال ۱۹۷۷ میلادی تاکنون مشغول فعالیت بوده‌است.
از فیلم‌ها یا مجموعه‌های تلویزیونی که وی در آن‌ها نقش داشته است، می‌توان به در شهر سپید، شب‌های عربی و سیلوستره اشاره نمود.